# Hapda opalescens
Hapda opalescens là một loài bướm đêm trong họ Noctuidae.